# Май, Фабио
Фабио Май (итал. Fabio Maj; род. 16 июня 1970, Скильпарио, Ломбардия) — итальянский лыжник, призёр Олимпийских игр и чемпионатов мира, победитель этапов Кубка мира. Универсал, одинаково сильно выступал и в спринтерских и в дистанционных гонках.

## Карьера
В Кубке мира Май дебютировал в 1993 году, в январе 1998 года одержал свою первую победу на этапе Кубка мира. Всего имеет на своём счету 3 победы на этапах Кубка мира, 2 в личных гонках и 1 в командных. Лучшим достижением Мая в общем итоговом зачёте Кубка мира является 6-е место в сезоне 1999/00.
На Олимпийских играх 1998 года в Нагано, завоевал серебро в эстафете, кроме того был 13-м в гонке преследования и 28-м в гонке на 10 км классикой.
На Олимпиаде-2002 в Солт-Лейк-Сити вновь завоевал серебро в эстафете, в остальных гонках показал следующие результаты: 30 км коньком — 13 место, дуатлон 10+10 км — 20-е место, 50 км классикой — 14-е место.
За свою карьеру принимал участие в четырёх чемпионатах мира, на которых завоевал две бронзовые награды, обе в эстафетных гонках, в личных гонках не поднимался выше 7-го места.